# سنا (نیومکزیکو)
سنا (به انگلیسی: Sena) یک منطقهٔ مسکونی در ایالات متحده آمریکا است که در شهرستان سن میگل، نیومکزیکو واقع شده‌است. سنا ۱٬۷۹۱ متر بالاتر از سطح دریا واقع شده‌است.